# Kępa Tarchomińska
Kępa Tarchomińska – osiedle w północnej części Warszawy, w dzielnicy Białołęka.
Osiedle leży głównie wzdłuż ulicy o tej samej nazwie, która przebiega równolegle do Wisły. Składa się z zabudowań zlokalizowanych wzdłuż wałów wiślanych. Miejski System Informacji nie uwzględnia jednak istnienia tego osiedla i jego teren w całości leży w osiedlu Nowodwory. Podział na osiedla (i rady osiedli) według Urzędu Dzielnicy Białołęka także nie uwzględnia istnienia tego osiedla i wlicza jego teren do Nowodworów.

## Historia
W pierwszej połowie XX w. Kępa Tarchomińska była niewielką podwarszawską wsią leżącą przy brzegu Wisły, wchodziła w skład gminy Jabłonna. 
Jeszcze do lat 1970. XX w. Kępa Tarchomińska była podwarszawską wsią. 1 stycznia 1973, w związku z reformą administracyjną kraju, wszedł w skład gminy Jabłonna. 1 sierpnia 1977 włączono ją do Warszawy.
Na Kępie Tarchomińskiej znajdują się ruiny cmentarza kolonistów niemieckich, którzy osiedlali się w tych rejonach w XIX wieku. Na uwagę zasługuje także drewniany dom przy numerze 14 usytuowany na sztucznym wzniesieniu, tzw. terpie.